# Krasne, Rojneativ
Krasne (în ucraineană Красне) este o comună în raionul Rojneativ, regiunea Ivano-Frankivsk, Ucraina, formată numai din satul de reședință.

## Demografie
Componența lingvistică a comunei Krasne
     Ucraineană (99,69%)
     Alte limbi (0,31%)
Conform recensământului din 2001, majoritatea populației comunei Krasne era vorbitoare de ucraineană (99,69%), existând în minoritate și vorbitori de alte limbi.